# Baboloki Thebe
Baboloki Thebe (* 18. März 1997 in Ramonaka) ist ein botswanischer Leichtathlet, der sich auf den 400-Meter-Lauf spezialisiert  hat. Mit der botswanischen 4-mal-400-Meter-Staffel gewann er 2021 eine olympische Bronzemedaille und siegte 2018 bei den Commonwealth Games. Zudem ist er zweifacher Afrikameister über 400 Meter und siegte auch einmal im Staffelbewerb.

## Sportliche Laufbahn
Baboloki Thebe feierte seinen ersten internationalen Titelgewinn bei den Jugend-Afrikaspielen 2014 in Gaborone, bei denen er in 20,85 s über 200 Meter gewann. Er gewann zudem über 100 Meter in 10,65 s die Bronzemedaille. Bei den Juniorenweltmeisterschaften in Eugene gelangte er über 200 Meter bis in das Halbfinale und schied sowohl mit der botswanischen 4-mal-100-Meter-Staffel als auch mit der 4-mal-400-Meter-Staffel im Vorlauf aus. Zum Ende der Saison gewann er bei den Olympischen Jugendspielen in Nanjing die Silbermedaille über 200 Meter hinter dem US-Amerikaner Noah Lyles. 2015 gelangte er bei den Juniorenafrikameisterschaften in Addis Abeba über 100 Meter in das Halbfinale, trat dort aber nicht mehr an. 2016 gewann Thebe bei den Afrikameisterschaften in Durban die Goldmedaille im 400-Meter-Lauf sowie mit der botswanischen Stafette. Bei den U20-Weltmeisterschaften im polnischen Bydgoszcz wurde er im Halbfinale über 200 Meter disqualifiziert, schied mit der 4-mal-100-Meter-Staffel im Vorlauf aus und gewann mit der 4-mal-400-Meter-Staffel mit neuem afrikanischen Juniorenrekord von 3:02,81 min die Silbermedaille hinter den Vereinigten Staaten. Darüber hinaus qualifizierte er sich über 400 Meter für die Olympischen Spiele in Rio de Janeiro, bei denen er bis in das Halbfinale gelangte, dort aber nicht erneut antrat. Zudem belegte mit der botswanischen 4-mal-400-Meter-Staffel im Finale den fünften Platz. Anfang 2017 gewann diese Staffel bei den World Relays auf den Bahamas die Silbermedaille hinter den Vereinigten Staaten. Bei den Weltmeisterschaften in London belegte er im Finale über 400 Meter in 44,66 s den vierten Platz. Die Staffel, die als Kandidat für eine Medaille galt, schied überraschend bereits im Vorlauf aus.
2018 nahm Thebe zum ersten Mal an den Commonwealth Games im australischen Gold Coast teil und gewann dort über 400 Meter die Silbermedaille hinter seinem Landsmann Isaac Makwala. Zudem gewann er am Schlusstag der Spiele mit der botswanischen 4-mal-400-Meter-Staffel in 3:01,78 s ebenfalls Gold. Im August verteidigte er bei den Afrikameisterschaften in Asaba in 44,81 s seinen Titel über 400 Meter. Anschließend wurde er beim Continentalcup in Ostrava in 3:16,19 min Zweiter mit der afrikanischen 4-mal-400-Meter-Staffel. Im Jahr darauf kam er bei den Afrikaspielen in Rabat im Vorlauf über 200 Meter nicht ins Ziel und siegte in 3:02,55 min im Staffelbewerb. 2021 nahm er an den Olympischen Sommerspielen in Tokio teil und gewann dort in 2:57,27 min im Finale gemeinsam mit Isaac Makwala, Zibane Ngozi und Bayapo Ndori die Bronzemedaille hinter den Teams aus den Vereinigten Staaten und den Niederlanden. 2023 erreichte er mit der 4-mal-400-Meter-Staffel bei den Weltmeisterschaften in Budapest das Finale und wurde dort wegen eines Wechselfehlers disqualifiziert.
In den Jahren 2016 und 2019 wurde Thebe botswanischer Meister im 200-Meter-Lauf sowie 2016 auch über 400 Meter und in der 4-mal-100-Meter-Staffel.

## Persönliche Bestzeiten
- 100 Meter: 10,29 s (+1,9 m/s), 23. Mai 2015 in Gaborone
- 200 Meter: 20,21 s (+1,4 m/s), 22. Mai 2016 in Gaborone
- 400 Meter: 44,02 s, 6. Juli 2017 in Lausanne